# Дзекановице (Краковский повет)
Дзеканови́це (пол. Dziekanowice) — село в Польше в сельской гмине Зелёнки Краковского повета Малопольского воеводства.
Село располагается в 9 км от административного центра воеводства города Краков.

## История
Первые упоминания о селе относятся к 1350 году. В этом году село упоминается в документах краковской капитулы. В 1464 году польский король Казимир IV подчинил село магдебургскому праву. С 1497 года село перешло в собственность краковского каноника и канцлера польского королевства Станиславу из Курозвек. В конце XV века в селе была основана усадьба с хозяйственными постройками.
В 1975—1998 годах село входило в состав Краковского воеводства. В 1986 году южная часть села была передана в состав краковского района Нова-Гута (сегодня — административный район Мистшеёвице).

## Население
По состоянию на 2013 год в селе проживало 679 человек.
| 1881 | 2010 | 2013 |
| ---- | ---- | ---- |
| 203  | 657  | 679  |

| Перепись  | Всего   | Всего | Женщины | Женщины | Мужчины | Мужчины |
| --------- | ------- | ----- | ------- | ------- | ------- | ------- |
| Единицы   | человек | %     | человек | %       | человек | %       |
| Население | 679     | 100   | 344     |         | 335     |         |

## Достопримечательности
- Курган, посвящённый участникам восстания Костюшко.